# Ellis in Glamourland
Ellis in Glamourland (ook wel Ellis in Wonderland) is een Nederlandse filmkomedie uit 2004 van regisseur Pieter Kramer.

## Verhaal
Ellis is een alleenstaande gescheiden moeder die de eindjes maar moeilijk aan elkaar weet te knopen. Als er op een dag in het hotel waar ze werkt de beroemde Susan (Joan Collins) aanwezig is om een cursus hoe versier ik een miljonair te geven, waaraan ze gratis mag deelnemen, komt haar leven in een grote stroomversnelling terecht. Uiteindelijk komt ze erachter dat rijk zijn ook niet alles is.

## Rolverdeling
- Linda de Mol: Ellis
- Hylke de Haan: Thijsje
- Jacqueline Blom: Anita, Poolse buurvrouw.
- Joan Collins: Susan
- Chris Tates: Gijs
- Kees Hulst: Meindert Jan
- Tjebbo Gerritsma: Jack
- Horace Cohen: Jos
- Tjitske Reidinga: Roosje
- Ruben van der Meer: Vriend van Jack
- Joan Nederlof: Kitty Mendoza
- Nelly Frijda: Moeder Ellis
- Walter Crommelin: Pierre, de chauffeur van Meindert Jan

## Trivia
- Er maken velen BN'ers hun opwachting in de film zoals Ruud Gullit, Gerard Joling, Joop Braakhekke, Martine Sandifort, Estelle Cruijff, Albert Verlinde en Marijke Helwegen.
- Kasteel Keukenhof dient in de film als het huis van Meindert Jan (Kees Hulst).

## Prijzen
- Gouden film - voor 100.000 bezoekers.
- Gouden kalf - voor beste scenario (Mischa Alexander)